# Europees kampioenschap voetbal 2004

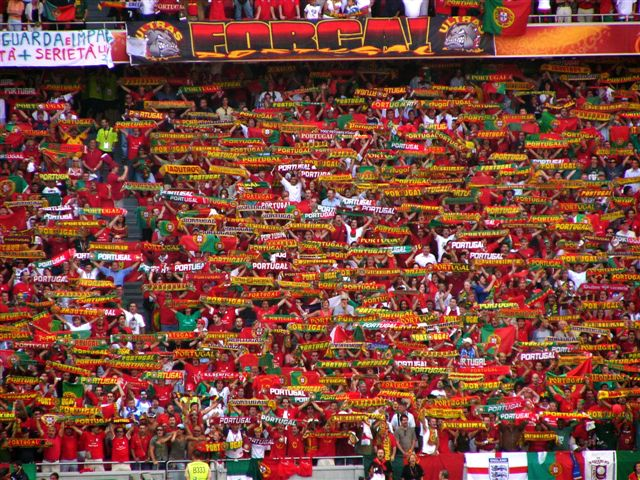
Portugese supporters

De eindronde van het Europees kampioenschap voetbal mannen 2004 werd gehouden in Portugal, van 12 juni tot en met 4 juli. Het was voor het eerst dat Portugal het EK organiseerde. Zestien landen speelden in groepen en finales in tien stadions verdeeld over acht steden.
Het toernooi werd op 12 oktober 1999 toegewezen aan Portugal. Dat gebeurde tijdens een bijeenkomst van de UEFA in Aken. De andere kandidaten waren Spanje en de combinatie Oostenrijk en Hongarije. De aanwijzing van Portugal kwam als een verrassing. Algemeen werd verwacht dat Spanje de beste kans op de organisatie zou maken. De veertien leden van het Executive Comité oordeelden anders. Alle kandidaten hadden eerder op de dag de gelegenheid gekregen een toelichting te houden van een half uur.
Eusébio, de beroemdste voetballer die Portugal voortbracht, trad sinds 1997 op als ambassadeur voor de kandidatuur. Hij was euforisch na de uitslag. "Dit is fantastisch", aldus de oud-aanvaller. "Ik ben net zo blij als toen ik met Benfica de Europa Cup won in 1962 en twee keer scoorde in de finale. Hier hebben we achttien maanden keihard voor gewerkt. We hadden sterke concurrentie, maar op de een of andere manier heb ik er altijd in geloofd."
België haalde de eindronde niet. Het eindigde op een derde plaats in de groep achter groepswinnaar Bulgarije en Kroatië. België had evenveel punten als de Kroaten maar eindigde vanwege het onderlinge resultaat op de derde plaats. Een tweede plaats had recht gegeven op een play-off, maar dat zat er dus niet in.
Nederland werd ingedeeld in een kwalificatiepoule met Tsjechië, Oostenrijk, Moldavië en Wit-Rusland. Onder leiding van Dick Advocaat, die al eerder bondscoach was geweest (1992-1995), begon Nederland in de kwalificatie voor het EK 2004. Het plaatste zich via de achterdeur na een tweeluik met Schotland in de play-offs voor het EK (0-1, 6-0).

## Kwalificatie

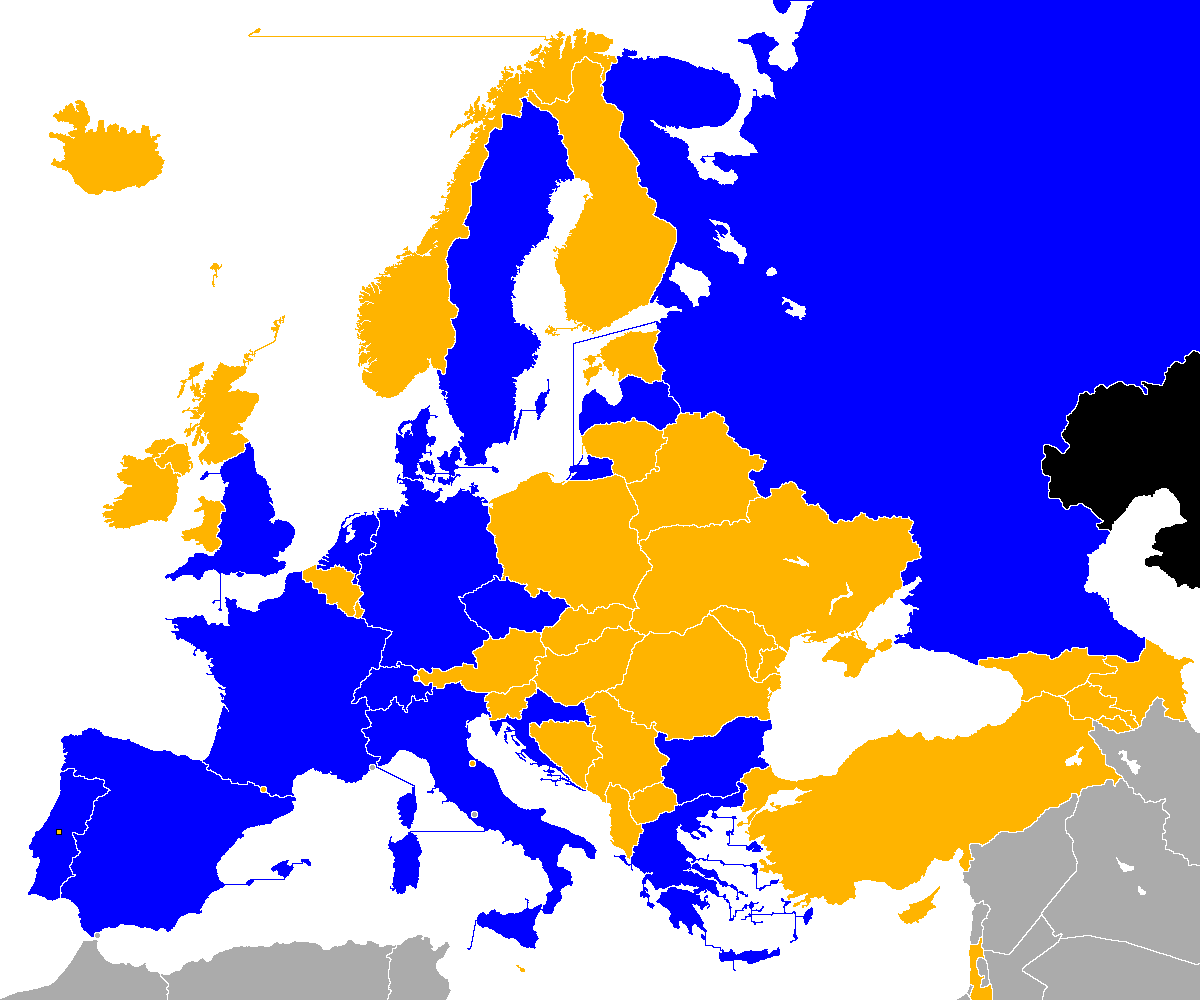
Gekwalificeerde landen:
Direct gekwalificeerd
Na play-off gekwalificeerd
Uitgeschakeld na Play-offs
Uitgeschakeld na groepswedstrijden
Geen deelname
Geen UEFA-lid

In vergelijking met het vorige EK plaatsten Duitsland, Frankrijk, Italië, Spanje, Nederland, Portugal,Engeland, Denemarken, Tsjechië en Zweden zich opnieuw. Kroatië en Letland schakelden respectievelijk Slovenië en Turkije uit, België werd door zowel Bulgarije als Kroatië uitgeschakeld en Zwitserland, Rusland en Griekenland namen de plaats in van Joegoslavië, Noorwegen en Roemenië.
| Land        | Kwalificatie als | Datum kwalificatie | Eerdere deelnames aan EK                           |
| ----------- | ---------------- | ------------------ | -------------------------------------------------- |
| Portugal    | Gastland         | 13 oktober 1999    | 3 (1984, 1996, 2000)                               |
| Frankrijk   | Groep 1 winnaar  | 10 september 2003  | 5 (1960, 1984, 1992, 1996, 2000)                   |
| Denemarken  | Groep 2 winnaar  | 11 oktober 2003    | 6 (1964, 1984, 1988, 1992, 1996, 2000)             |
| Tsjechië1   | Groep 3 winnaar  | 10 september 2003  | 5 (1960, 1976, 1980, 1996, 2000)                   |
| Zweden      | Groep 4 winnaar  | 10 september 2003  | 2 (1992, 2000)                                     |
| Duitsland2  | Groep 5 winnaar  | 11 oktober 2003    | 8 (1972, 1976, 1980, 1984, 1988, 1992, 1996, 2000) |
| Griekenland | Groep 6 winnaar  | 11 oktober 2003    | 1 (1980)                                           |
| Engeland    | Groep 7 winnaar  | 11 oktober 2003    | 6 (1968, 1980, 1988, 1992, 1996, 2000)             |
| Bulgarije   | Groep 8 winnaar  | 10 september 2003  | 1 (1996)                                           |
| Italië      | Groep 9 winnaar  | 11 oktober 2003    | 5 (1968, 1980, 1988, 1996, 2000)                   |
| Zwitserland | Groep 10 winnaar | 11 oktober 2003    | 1 (1996)                                           |
| Kroatië     | Play-off winnaar | 19 november 2003   | 1 (1996)                                           |
| Letland     | Play-off winnaar | 19 november 2003   | 0 (debuut)                                         |
| Nederland   | Play-off winnaar | 19 november 2003   | 6 (1976, 1980, 1988, 1992, 1996, 2000)             |
| Spanje      | Play-off winnaar | 19 november 2003   | 6 (1964, 1980, 1984, 1988, 1996, 2000)             |
| Rusland3    | Play-off winnaar | 19 november 2003   | 7 (1960, 1964, 1968, 1972, 1988, 1992, 1996)       |

1:Van 1960 tot 1992 speelde Tsjechië onder de naam Tsjechoslowakije.

2:Van 1972 tot 1988 speelde Duitsland onder de naam West-Duitsland.

3:Van 1960 tot 1988 speelde Rusland onder de naam Sovjet-Unie.

Vet betekent dat het land dat jaar kampioen werd.

Schuin betekent dat het land dat jaar gastland was.

## Speelsteden
| Aveiro                                                  | Braga                                            | Coimbra                                      | Faro/Loulé                          | Guimarães                                        |
| ------------------------------------------------------- | ------------------------------------------------ | -------------------------------------------- | ----------------------------------- | ------------------------------------------------ |
| Estádio Municipal de Aveiro Capaciteit: 32.830          | Estádio Municipal de Braga Capaciteit: 30.286    | Estádio Cidade de Coimbra Capaciteit: 29.744 | Estádio Algarve Capaciteit: 30.305  | Estádio D. Afonso Henriques Capaciteit: 30.029   |
|                                                         |                                                  |                                              |                                     |                                                  |
| 2 groepswedstrijden                                     | 2 groepswedstrijden                              | 2 groepswedstrijden                          | 2 groepswedstrijden 1 kwartfinale   | 2 groepswedstrijden                              |
|                                                         |                                                  |                                              |                                     |                                                  |
| 2 groepswedstrijden                                     | 3 groepswedstrijden 1 kwartfinale 1 halve finale | 3 groepswedstrijden 1 kwartfinale finale     | 3 groepswedstrijden                 | 3 groepswedstrijden 1 kwartfinale 1 halve finale |
|                                                         |                                                  |                                              |                                     |                                                  |
| Estádio Dr. Magalhães Pessoa Capaciteit: 23.888 + 5.478 | Estádio José Alvalade Capaciteit: 50.095         | Estádio da Luz Capaciteit: 64.642            | Estádio do Bessa Capaciteit: 28.263 | Estádio do Dragão Capaciteit: 50.033             |
| Leiria                                                  | Lissabon                                         | Lissabon                                     | Porto                               | Porto                                            |

## Groepsfase

### Potindeling
Op zondag 30 november 2003 vond de loting plaats in het Pavilhão Atlântico in Lissabon. De landen werden hierbij in vier groepen onderverdeeld. Portugal was als gastland automatisch ingedeeld in Pot 1. Frankrijk was in die pot ingedeeld als titelhouder. De overige landen werden ingedeeld op basis van de UEFA-coëfficiënt van eind 2003, die werd berekend door het aantal behaalde punten in de kwalificatie voor het WK 2002 en de kwalificatie voor dit EK te delen door het aantal gespeelde kwalificatiewedstrijden (enkel groepsduels, de play-offs telden hiervoor niet mee). Van de veertien overige landen had Zweden de hoogste coëfficiënt: gemiddeld 2,389 punten (opgeteld 43 punten in achttien kwalificatiewedstrijden). Ook Tsjechië wist zich - met een gemiddelde van 2,333 punten - te plaatsen in Pot 1. Portugal werd als gastland op voorhand al ingedeeld in Groep A. Dit was een kleine wijziging ten opzichte van het EK 2000, toen voor alle landen in Pot 1 de groep al op voorhand vaststond.
| Pot 1 (Groepshoofd)                                                                       | Pot 2                                                            | Pot 3                                                                | Pot 4                                                                     |
| ----------------------------------------------------------------------------------------- | ---------------------------------------------------------------- | -------------------------------------------------------------------- | ------------------------------------------------------------------------- |
| Portugal (gastland; 2,400) Frankrijk (titelhouder; 3,000) Zweden (2,389) Tsjechië (2,333) | Italië (2,313) Spanje (2,313) Engeland (2,313) Duitsland (2,188) | Nederland (2,167) Kroatië (2,125) Rusland (2,056) Denemarken (2,056) | Bulgarije (1,889) Zwitserland (1,611) Griekenland (1,563) Letland (1,250) |

### Groep A
Bij gastland Portugal waren de verwachtingen hooggespannen, de "gouden generatie" rond Luis Figo en Rui Costa kreeg de kans op een hoofdprijs en kreeg assistentie van de bij Manchester United doorgebroken 19-jarige Cristiano Ronaldo. FC Porto won verrassend de Champions League na een 3-0 zege op AS Monaco. Na het teleurstellende WK, waar Portugal al in de eerste ronde werd uitgeschakeld werd de Braziliaan Luiz Felipe Scolari aangesteld als bondscoach. Hij was op het hetzelfde WK wereldkampioen geworden. In de eerste wedstrijd wachtte Griekenland, dat nog nooit een wedstrijd had gewonnen op een internationaal toernooi. Portugal stelde opnieuw teleur, Griekenland nam een 2-0 voorsprong via een afstandsschot van Giorgos Karagounis en een benutte strafschop van Angelos Basinas. Pas vlak voor tijd scoorde invaller Cristiano Ronaldo de tegentreffer. Na de onverwachte zege was de vreugde groot, ook in regeringskringen. Na een (wat gelukkig) gelijkspel tegen het ook sterker geachte Spanje lonkten de kwartfinales voor Griekenland.
Voor de wedstrijd tegen Rusland greep Scolari in, op vier plaatsen werd het elftal van Portugal gewijzigd. Belangrijkste wijziging was de vervanging van spelmaker Rui Costa voor de tot Portugees genaturaliseerde Braziliaan Deco, de architect van het succes van FC Porto in de Champions League. Portugal won met 2-0 en moest nu van Spanje winnen om de kwartfinales te halen. Het al uitgeschakelde Rusland voldeed aan zijn sportieve plicht door voor rust met 2-0 voor te staan tegen Griekenland, de Grieken waren op dat moment uitgeschakeld. Portugal (met Cristiano Ronaldo voor de eerste keer in de basis) beukte tevergeefs op de verdedigend spelende Spanjaarden. In de tweede helft waren de rollen omgedraaid ten koste van Spanje. Griekenland scoorde een tegendoelpunt tegen de Russen en invaller Nuno Gomes scoorde tegen Spanje uit de draai. Portugal was nu groepswinnaar, Griekenland en Spanje hadden evenveel punten en een zelfde doelsaldo, alleen Griekenland scoorde twee doelpunten meer. Voor Spanje verliep het toernooi teleurstellend, Raúl kon op zijn vierde internationale toernooi de hooggespannen verwachtingen weer niet waarmaken en bondscoach Sáez stapte op na sterke druk van de Spaanse pers.
| Land           | Wed | Win | Gel | Ver | DV | DT | DS | Pnt |
| -------------- | --- | --- | --- | --- | -- | -- | -- | --- |
| 1. Portugal    | 3   | 2   | 0   | 1   | 4  | 2  | +2 | 6   |
| 2. Griekenland | 3   | 1   | 1   | 1   | 4  | 4  | 0  | 4   |
| 3. Spanje      | 3   | 1   | 1   | 1   | 2  | 2  | 0  | 4   |
| 4. Rusland     | 3   | 1   | 0   | 2   | 2  | 4  | –2 | 3   |

|                                                   |               |       |                                  |                                                                                           |
| 12 juni 2004 «onderlinge duels» 17:00 uur (UTC+1) | Portugal      | 1 – 2 | Griekenland                      | Estádio do Dragão, Porto Toeschouwers: 48.761 Scheidsrechter: Pierluigi Collina ( Italië) |
| 12 juni 2004 «onderlinge duels» 17:00 uur (UTC+1) | Ronaldo 90+3' |       | 7' Karagounis 51' (pen.) Basinas | Estádio do Dragão, Porto Toeschouwers: 48.761 Scheidsrechter: Pierluigi Collina ( Italië) |

|                                                   |             |       |         |                                                                                           |
| 12 juni 2004 «onderlinge duels» 19:45 uur (UTC+1) | Spanje      | 1 – 0 | Rusland | Estádio Algarve, Faro-Loulé Toeschouwers: 28.182 Scheidsrechter: Urs Meier ( Zwitserland) |
| 12 juni 2004 «onderlinge duels» 19:45 uur (UTC+1) | Valerón 60' |       |         | Estádio Algarve, Faro-Loulé Toeschouwers: 28.182 Scheidsrechter: Urs Meier ( Zwitserland) |

|                                                   |                |       |               |                                                                                        |
| 16 juni 2004 «onderlinge duels» 17:00 uur (UTC+1) | Griekenland    | 1 – 1 | Spanje        | Estádio do Bessa, Porto Toeschouwers: 25.444 Scheidsrechter: Ľuboš Micheľ ( Slowakije) |
| 16 juni 2004 «onderlinge duels» 17:00 uur (UTC+1) | Charisteas 66' |       | 28' Morientes | Estádio do Bessa, Porto Toeschouwers: 25.444 Scheidsrechter: Ľuboš Micheľ ( Slowakije) |

|                                                   |         |                      |          |                                                                                        |
| 16 juni 2004 «onderlinge duels» 19:45 uur (UTC+1) | Rusland | 0 – 2                | Portugal | Estádio da Luz, Lissabon Toeschouwers: 59.273 Scheidsrechter: Terje Hauge ( Noorwegen) |
| 16 juni 2004 «onderlinge duels» 19:45 uur (UTC+1) |         | 7' Maniche 89' Costa |          | Estádio da Luz, Lissabon Toeschouwers: 59.273 Scheidsrechter: Terje Hauge ( Noorwegen) |

|                                                   |        |           |          |                                                                                             |
| 20 juni 2004 «onderlinge duels» 19:45 uur (UTC+1) | Spanje | 0 – 1     | Portugal | Estádio José Alvalade, Lissabon Toeschouwers: 47.491 Scheidsrechter: Anders Frisk ( Zweden) |
| 20 juni 2004 «onderlinge duels» 19:45 uur (UTC+1) |        | 57' Gomes |          | Estádio José Alvalade, Lissabon Toeschouwers: 47.491 Scheidsrechter: Anders Frisk ( Zweden) |

|                                                   |                            |       |             |                                                                                                |
| 20 juni 2004 «onderlinge duels» 19:45 uur (UTC+1) | Rusland                    | 2 – 1 | Griekenland | Estádio Algarve, Faro-Loulé Toeschouwers: 24.347 Scheidsrechter: Gilles Veissière ( Frankrijk) |
| 20 juni 2004 «onderlinge duels» 19:45 uur (UTC+1) | Kirisjenko 2' Boelykin 17' |       | 43' Vryzas  | Estádio Algarve, Faro-Loulé Toeschouwers: 24.347 Scheidsrechter: Gilles Veissière ( Frankrijk) |

### Groep B
Op de eerste speeldag was meteen de wedstrijd tussen de twee favorieten: Engeland tegen Frankrijk. De nieuwe Franse coach Jacques Santini rekende nog steeds op de gevestigde orde rond Zinédine Zidane die zowel wereld- als Europees kampioen werd, maar op het laatste WK al in de eerste ronde sneuvelde. Bij Engeland braken een aantal nieuwe spelers door waaronder Frank Lampard en voorstopper John Terry van het opgekomen Chelsea FC, Steven Gerrard van FC Liverpool en het jonge talent Wayne Rooney van Everton FC. De frisheid van de Engelsen was duidelijk tijdens de wedstrijd; Frankrijk (waar zeven van de elf basisspelers in de Premier League speelden) zocht tevergeefs naar een opening, de Engelsen scoorden via Lampard uit een voorzet van David Beckham. Dezelfde Beckham miste de kans op 2-0 door een gemiste strafschop. In de blessuretijd ging het helemaal mis voor Engeland: Zinédine Zidane scoorde de gelijkmaker uit een vrije trap en na een overtreding op Thierry Henry volgend op een foute terugspeelbal van Steven Gerrard mocht Zidane aanleggen voor een strafschop: 2-1.
Engeland plaatste zich door simpele overwinningen op Zwitserland en Kroatië voor de kwartfinale. Wayne Rooney brak in deze wedstrijden door en scoorde twee keer tegen zowel Zwitserland als Kroatië. Hij werd daardoor de jongste doelpuntenmaker ooit op een EK. Frankrijk verslikte zich bijna in Kroatië, maar was na een 3-1 zege op Zwitserland groepswinnaar en zeker van de kwartfinale.
| Land           | Wed | Win | Gel | Ver | DV | DT | DS | Pnt |
| -------------- | --- | --- | --- | --- | -- | -- | -- | --- |
| 1. Frankrijk   | 3   | 2   | 1   | 0   | 7  | 4  | +3 | 7   |
| 2. Engeland    | 3   | 2   | 0   | 1   | 8  | 4  | +4 | 6   |
| 3. Kroatië     | 3   | 0   | 2   | 1   | 4  | 6  | –2 | 2   |
| 4. Zwitserland | 3   | 0   | 1   | 2   | 1  | 6  | –5 | 1   |

|                                                   |             |       |         | |
| 13 juni 2004 «onderlinge duels» 17:00 uur (UTC+1) | Zwitserland | 0 – 0 | Kroatië | Estádio Dr. Magalhães Pessoa, Leiria Toeschouwers: 24.090 Scheidsrechter: Lucílio Batista ( Portugal) |
| 13 juni 2004 «onderlinge duels» 17:00 uur (UTC+1) |             |       |         | Estádio Dr. Magalhães Pessoa, Leiria Toeschouwers: 24.090 Scheidsrechter: Lucílio Batista ( Portugal) |

|                                                   |                            |       |             |                                                                                        |
| 13 juni 2004 «onderlinge duels» 19:45 uur (UTC+1) | Frankrijk                  | 2 – 1 | Engeland    | Estádio da Luz, Lissabon Toeschouwers: 62.487 Scheidsrechter: Markus Merk ( Duitsland) |
| 13 juni 2004 «onderlinge duels» 19:45 uur (UTC+1) | Zidane 90+1', 90+3' (pen.) |       | 38' Lampard | Estádio da Luz, Lissabon Toeschouwers: 62.487 Scheidsrechter: Markus Merk ( Duitsland) |

|                                                   |                             |       |             | |
| 17 juni 2004 «onderlinge duels» 17:00 uur (UTC+1) | Engeland                    | 3 – 0 | Zwitserland | Estádio Cidade de Coimbra, Coimbra Toeschouwers: 28.214 Scheidsrechter: Valentin Ivanov ( Rusland) |
| 17 juni 2004 «onderlinge duels» 17:00 uur (UTC+1) | Rooney 23', 75' Gerrard 82' |       |             | Estádio Cidade de Coimbra, Coimbra Toeschouwers: 28.214 Scheidsrechter: Valentin Ivanov ( Rusland) |

|                                                   |                            |       |                                | |
| 17 juni 2004 «onderlinge duels» 19:45 uur (UTC+1) | Kroatië                    | 2 – 2 | Frankrijk                      | Estádio Dr. Magalhães Pessoa, Leiria Toeschouwers: 29.160 Scheidsrechter: Kim Milton Nielsen ( Denemarken) |
| 17 juni 2004 «onderlinge duels» 19:45 uur (UTC+1) | Rapiać 48' (pen.) Pršo 52' |       | 22' (e.d.) Tudor 64' Trezeguet | Estádio Dr. Magalhães Pessoa, Leiria Toeschouwers: 29.160 Scheidsrechter: Kim Milton Nielsen ( Denemarken) |

|                                                   |                       |       |                                           |                                                                                           |
| 21 juni 2004 «onderlinge duels» 19:45 uur (UTC+1) | Kroatië               | 2 – 4 | Engeland                                  | Estádio da Luz, Lissabon Toeschouwers: 57.047 Scheidsrechter: Pierluigi Collina ( Italië) |
| 21 juni 2004 «onderlinge duels» 19:45 uur (UTC+1) | N. Kovač 5' Tudor 73' |       | 40' Scholes 45+1', 68' Rooney 79' Lampard | Estádio da Luz, Lissabon Toeschouwers: 57.047 Scheidsrechter: Pierluigi Collina ( Italië) |

|                                                   |               |       |                           |                                                                                                   |
| 21 juni 2004 «onderlinge duels» 19:45 uur (UTC+1) | Zwitserland   | 1 – 3 | Frankrijk                 | Estádio Cidade de Coimbra, Coimbra Toeschouwers: 28.111 Scheidsrechter: Ľuboš Micheľ ( Slowakije) |
| 21 juni 2004 «onderlinge duels» 19:45 uur (UTC+1) | Volanthen 26' |       | 20' Zidane 76', 84' Henry | Estádio Cidade de Coimbra, Coimbra Toeschouwers: 28.111 Scheidsrechter: Ľuboš Micheľ ( Slowakije) |

### Groep C
Italië was ook net als Frankrijk en Portugal een favoriet land dat zich moest revancheren voor een mislukt WK. Tegen Denemarken kwam de ploeg niet verder dan een doelpuntloos gelijkspel. Francesco Totti onderscheidde zich in negatieve zin door te spugen naar Christian Poulsen. Na een klacht van de Deense voetbalbond werd de spelmaker voor drie wedstrijden geschorst. Zonder Totti speelde Italië een acceptabele wedstrijd tegen Zweden, maar vlak voor tijd scoorde Zlatan Ibrahimović met een acrobatische omhaal. Mede op basis van dit doelpunt besloot de Italiaanse topclub Juventus hem te kopen van Ajax.
Bulgarije was duidelijk de minste ploeg in deze groep, het verloor kansloos met 5-0 van Zweden (twee goals van Henrik Larsson) en met 2-0 van Denemarken. Het tweede doelpunt scoorde Jesper Gronkjaer, die vijf dagen eerder bij de begrafenis van zijn moeder was, de eerste wedstrijd miste en het doelpunt aan haar opdroeg. Beslissend voor plaatsing voor de kwartfinales waren de onderlinge resultaten van de gelijk eindigende ploegen en niet het doelsaldo. Bij een 2-2 stand tussen de twee Skandinavische ploegen zou Italië uitgeschakeld zijn, de Italiaanse pers vreesde al het ergste. De score verliep zodanig, dat steeds geen van beide ploegen meer dan één doelpunt van de kwartfinales verwijderd was. Vlak voor tijd stond Denemarken met 2-1 voor. Nadat de Deense doelman Thomas Sørensen de bal losliet scoorde Mattias Jonson de gelijkmaker. In de resterende minuten werd er niet meer aangevallen. Italië, dat zelf pas in blessuretijd van Bulgarije won, was uitgeschakeld zonder te verliezen en de complottheorieën waren niet van de lucht. Na de vroegtijdige uitschakeling nam de Italiaanse coach Trappatoni ontslag.
| Land          | Wed | Win | Gel | Ver | DV | DT | DS | Pnt |
| ------------- | --- | --- | --- | --- | -- | -- | -- | --- |
| 1. Zweden     | 3   | 1   | 2   | 0   | 8  | 3  | +5 | 5   |
| 2. Denemarken | 3   | 1   | 2   | 0   | 4  | 2  | +2 | 5   |
| 3. Italië     | 3   | 1   | 2   | 0   | 3  | 2  | +1 | 5   |
| 4. Bulgarije  | 3   | 0   | 0   | 3   | 1  | 9  | –8 | 0   |

|                                                   |            |       |        | |
| 14 juni 2004 «onderlinge duels» 17:00 uur (UTC+1) | Denemarken | 0 – 0 | Italië | Estádio D. Afonso Henriques, Guimarães Toeschouwers: 29.595 Scheidsrechter: Manuel Mejuto González ( Spanje) |
| 14 juni 2004 «onderlinge duels» 17:00 uur (UTC+1) |            |       |        | Estádio D. Afonso Henriques, Guimarães Toeschouwers: 29.595 Scheidsrechter: Manuel Mejuto González ( Spanje) |

|                                                   |                                                                     |       |           |                                                                                             |
| 14 juni 2004 «onderlinge duels» 19:45 uur (UTC+1) | Zweden                                                              | 5 – 0 | Bulgarije | Estádio José Alvalade, Lissabon Toeschouwers: 31.652 Scheidsrechter: Mike Riley ( Engeland) |
| 14 juni 2004 «onderlinge duels» 19:45 uur (UTC+1) | Ljungberg 32' Larsson 57', 58' Ibrahimović 78' (pen.) Allbäck 90+1' |       |           | Estádio José Alvalade, Lissabon Toeschouwers: 31.652 Scheidsrechter: Mike Riley ( Engeland) |

|                                                   |           |                             |            | |
| 18 juni 2004 «onderlinge duels» 17:00 uur (UTC+1) | Bulgarije | 0 – 2                       | Denemarken | Estádio Municipal de Braga, Braga Toeschouwers: 24.131 Scheidsrechter: Lucílio Batista ( Portugal) |
| 18 juni 2004 «onderlinge duels» 17:00 uur (UTC+1) |           | 44' Tomasson 90+2' Grønkjær |            | Estádio Municipal de Braga, Braga Toeschouwers: 24.131 Scheidsrechter: Lucílio Batista ( Portugal) |

|                                                   |             |       |                 |                                                                                        |
| 18 juni 2004 «onderlinge duels» 19:45 uur (UTC+1) | Italië      | 1 – 1 | Zweden          | Estádio do Dragão, Porto Toeschouwers: 44.926 Scheidsrechter: Urs Meier ( Zwitserland) |
| 18 juni 2004 «onderlinge duels» 19:45 uur (UTC+1) | Cassano 37' |       | 85' Ibrahimović | Estádio do Dragão, Porto Toeschouwers: 44.926 Scheidsrechter: Urs Meier ( Zwitserland) |

|                                                   |                            |       |                      | |
| 22 juni 2004 «onderlinge duels» 19:45 uur (UTC+1) | Italië                     | 2 – 1 | Bulgarije            | Estádio D. Afonso Henriques, Guimarães Toeschouwers: 16.002 Scheidsrechter: Valentin Ivanov ( Rusland) |
| 22 juni 2004 «onderlinge duels» 19:45 uur (UTC+1) | Perrotta 48' Cassano 90+4' |       | 45' (pen.) M. Petrov | Estádio D. Afonso Henriques, Guimarães Toeschouwers: 16.002 Scheidsrechter: Valentin Ivanov ( Rusland) |

|                                                   |                   |       |                               |                                                                                       |
| 22 juni 2004 «onderlinge duels» 19:45 uur (UTC+1) | Denemarken        | 2 – 2 | Zweden                        | Estádio do Bessa, Porto Toeschouwers: 26.115 Scheidsrechter: Markus Merk ( Duitsland) |
| 22 juni 2004 «onderlinge duels» 19:45 uur (UTC+1) | Tomasson 28', 66' |       | 47' (pen.) Larsson 89' Jonson | Estádio do Bessa, Porto Toeschouwers: 26.115 Scheidsrechter: Markus Merk ( Duitsland) |

### Groep D
Groep D was de spannendste groep van allemaal, er waren drie kanshebbers voor de titel: Duitsland, dat op het laatste WK de finale haalde en Tsjechië, dat in de kwalificatie boven de derde favoriet, Nederland eindigde. Nederland kende een tumultueuze kwalificatie, waar coach Dick Advocaat vooral voor routine koos en slechts in de beslissende wedstrijd tegen Schotland koos voor meer jeugdige spelers met Wesley Sneijder als absolute uitblinker. In de oefencampagne werden de thuiswedstrijden tegen België en Ierland verloren. In de eerste wedstrijd tegen Duitsland besloot Advocaat zijn topscorer Patrick Kluivert te passeren. Ruud van Nistelrooy werd de enige spits, Boudewijn Zenden speelde opeens als vleugelspits, maar het team draaide niet in de eerste helft. Een vrije trap van Torsten Frings van de zijkant werd door de hele Nederlandse verdediging en doelman Edwin van der Sar gemist en zeilde het doel in. Voor de tweede helft werden Edgar Davids en Boudewijn Zenden vervangen, maar veel kansen werden niet gecreëerd. Vlak voor tijd scoorde Ruud van Nistelrooy uit een voorzet van Andy van der Meijde en bezorgde Oranje alsnog een punt.
In de tweede wedstrijd wachtte Tsjechië, dat in de laatste twintig minuten een 0-1 achterstand wist om te buigen naar een 2-1 overwinning op Letland. Tsjechië had een sterke lichting met Pavel Nedved, de Europese voetballer van het jaar van Juventus als sterspeler. Voor de wedstrijd kregen beide teams een meevaller, omdat Duitsland vlak daarvoor niet verder kwam dan een 0-0 gelijkspel tegen Letland. Arjen Robben verdiende zijn eerste basisplaats ooit en stond aan de basis van de doelpunten van Wilfred Bouma en Ruud van Nistelrooy en dolde zijn tegenspeler Ajacied Zdeněk Grygera regelmatig. Tsjechië kwam al snel terug in de wedstrijd, onnodig balverlies van Philip Cocu zorgde voor een duel tussen Jaap Stam en Milan Baroš, dat Boras won en toen Jan Koller bediende. In de eerste helft regende het nog kansen voor met name Nederland, Edgar Davids schoot op de paal. In de tweede helft kreeg Nederland eerst nog kansen dankzij assists van Arjen Robben, maar in de 59e minuut werd hij gewisseld voor Paul Bosvelt. Dick Advocaat vond dat het team het overwicht kwijt raakte en een middenvelder nodig had. De wissel leidde al tot ongeloof op de Nederlandse bank. Het tegendeel gebeurde, in het laatste half uur boog Tsjechië de achterstand om in een 3-2 overwinning en plaatste zich als eerste land voor de kwartfinales. Paul Bosvelt moest Pavel Nedved beteugelen, maar had geen grip op de Tsjechische spelmaker, Johnny Heitinga kreeg twee gele kaarten en werd uit het veld gestuurd en Andy van der Meijde miste nog kansen, maar vond later dat hij gewisseld had moeten worden en niet Robben. De wedstrijd ging de geschiedenis in als de wedstrijd van de "slechtste wissel ooit". De dag erna sloeg Advocaat de persconferentie over en assistent Willem van Hanegem verklaarde dat hij Advocaat zou neerslaan als hij weer zo'n wissel zou toepassen.
Nederland moest nu hopen dat Duitsland niet zou winnen van het al geplaatste Tsjechië. Tsjechië zou een aantal spelers rust gunnen, hetgeen vooraf tot verheugde reacties in de Duitse pers leidde. Terwijl Nederland zoals verwacht van Letland won (3-0, twee treffers van Ruud van Nistelrooy), hield Tsjechië (zonder Nedved, Koller, Baroš en Poborský) Duitsland in de eerste helft op 1-1. In de tweede helft ging Duitsland (eindelijk) aanvallend spelen, Michael Ballack schoot op de paal en een kopbal van Christian Wörns werd van de doellijn gehaald. Milan Baroš werd ingebracht en uit een counter scoorde hij de winnende treffer. Nederland bedankte de Tsjechen en plaatste zich alsnog voor de kwartfinales.
| Land         | Wed | Win | Gel | Ver | DV | DT | DS | Pnt |
| ------------ | --- | --- | --- | --- | -- | -- | -- | --- |
| 1. Tsjechië  | 3   | 3   | 0   | 0   | 7  | 4  | +3 | 9   |
| 2. Nederland | 3   | 1   | 1   | 1   | 6  | 4  | +2 | 4   |
| 3. Duitsland | 3   | 0   | 2   | 1   | 2  | 3  | –1 | 2   |
| 4. Letland   | 3   | 0   | 1   | 2   | 1  | 5  | –4 | 1   |

|                                                   |                     |       |                    | |
| 15 juni 2004 «onderlinge duels» 17:00 uur (UTC+1) | Tsjechië            | 2 – 1 | Letland            | Estádio Municipal de Aveiro, Aveiro Toeschouwers: 21.744 Scheidsrechter: Gilles Veissière ( Frankrijk) |
| 15 juni 2004 «onderlinge duels» 17:00 uur (UTC+1) | Baroš 73' Heinz 85' |       | 45+1' Verpakovskis | Estádio Municipal de Aveiro, Aveiro Toeschouwers: 21.744 Scheidsrechter: Gilles Veissière ( Frankrijk) |

|                                                   |            |       |                     |                                                                                      |
| 15 juni 2004 «onderlinge duels» 19:45 uur (UTC+1) | Duitsland  | 1 – 1 | Nederland           | Estádio do Dragão, Porto Toeschouwers: 48.197 Scheidsrechter: Anders Frisk ( Zweden) |
| 15 juni 2004 «onderlinge duels» 19:45 uur (UTC+1) | Frings 30' |       | 81' Van Nistelrooij | Estádio do Dragão, Porto Toeschouwers: 48.197 Scheidsrechter: Anders Frisk ( Zweden) |

|                                                   |         |       |           |                                                                                     |
| 19 juni 2004 «onderlinge duels» 17:00 uur (UTC+1) | Letland | 0 – 0 | Duitsland | Estádio do Bessa, Porto Toeschouwers: 22.344 Scheidsrechter: Mike Riley ( Engeland) |
| 19 juni 2004 «onderlinge duels» 17:00 uur (UTC+1) |         |       |           | Estádio do Bessa, Porto Toeschouwers: 22.344 Scheidsrechter: Mike Riley ( Engeland) |

|                                                   |                              |       |                                 | |
| 19 juni 2004 «onderlinge duels» 19:45 uur (UTC+1) | Nederland                    | 2 – 3 | Tsjechië                        | Estádio Municipal de Aveiro, Aveiro Toeschouwers: 29.935 Scheidsrechter: Manuel Mejuto González ( Spanje) |
| 19 juni 2004 «onderlinge duels» 19:45 uur (UTC+1) | Bouma 4' Van Nistelrooij 19' |       | 23' Koller 71' Baroš 88' Šmicer | Estádio Municipal de Aveiro, Aveiro Toeschouwers: 29.935 Scheidsrechter: Manuel Mejuto González ( Spanje) |

|                                                   |                                            |       |         | |
| 23 juni 2004 «onderlinge duels» 19:45 uur (UTC+1) | Nederland                                  | 3 – 0 | Letland | Estádio Municipal de Braga, Braga Toeschouwers: 27.904 Scheidsrechter: Kim Milton Nielsen ( Denemarken) |
| 23 juni 2004 «onderlinge duels» 19:45 uur (UTC+1) | Van Nistelrooij 27' (pen.), 35' Makaay 84' |       |         | Estádio Municipal de Braga, Braga Toeschouwers: 27.904 Scheidsrechter: Kim Milton Nielsen ( Denemarken) |

|                                                   |             |       |                     |                                                                                               |
| 23 juni 2004 «onderlinge duels» 19:45 uur (UTC+1) | Duitsland   | 1 – 2 | Tsjechië            | Estádio José Alvalade, Lissabon Toeschouwers: 46.849 Scheidsrechter: Terje Hauge ( Noorwegen) |
| 23 juni 2004 «onderlinge duels» 19:45 uur (UTC+1) | Ballack 21' |       | 30' Heinz 77' Baroš | Estádio José Alvalade, Lissabon Toeschouwers: 46.849 Scheidsrechter: Terje Hauge ( Noorwegen) |

In vergelijking met het vorige EK plaatsten Frankrijk, Portugal en Nederland zich voor de kwartfinale, Turkije, Spanje en Roemenië werden uitgeschakeld door respectievelijk Engeland, Griekenland en Denemarken. Italië werd door zowel Zweden als door Denemarken uitgeschakeld, en Tsjechië nam de plaats in van Servië en Montenegro.

## Knock-outfase

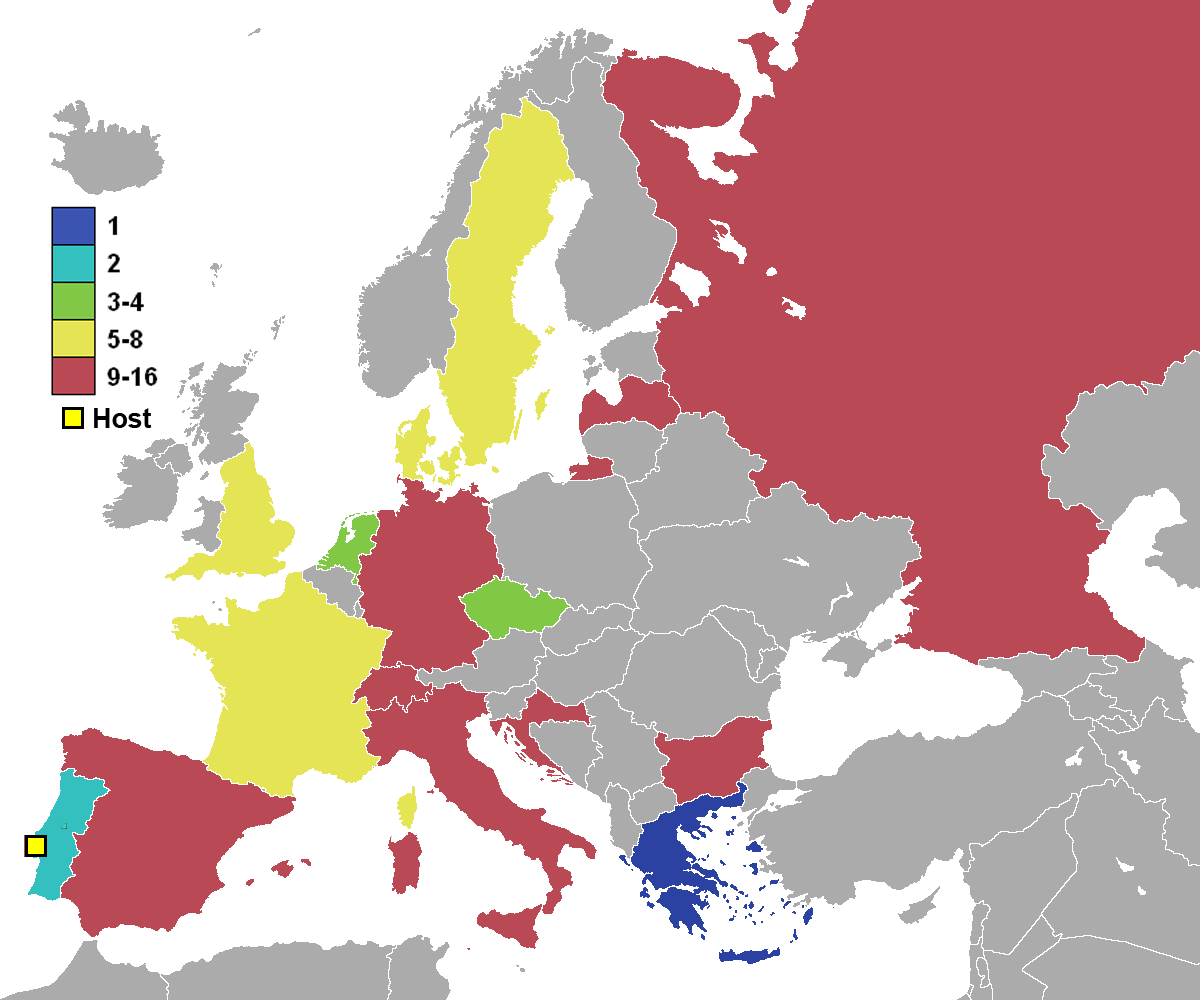
Deelnemende landen met resultaten
Winnaar
Tweede
Halve finale
Kwartfinale
Groepsfase

|  | kwartfinale            | kwartfinale        |                        |       | halve finale | halve finale |  |  | finale | finale |
|  |                        |                    |                        |       |              |              |  |  |        |        |
|  |                        |                    |                        |       |              |              |  |  |        |        |
|  | 24 juni – Lissabon (L) |                    |                        |       |              |              |  |  |        |        |
|  |                        |                    |                        |       |              |              |  |  |        |        |
|  | Portugal               | 2 (6)              |                        |       |              |              |  |  |        |        |
|  | Portugal               | 2 (6)              | 30 juni – Lissabon (J) |       |              |              |  |  |        |        |
|  | Engeland               | 2 (5)              |                        |       |              |              |  |  |        |        |
|  | Engeland               | 2 (5)              | Portugal               | 2     |              |              |  |  |        |        |
|  | 26 juni – Faro         |                    | Portugal               | 2     |              |              |  |  |        |        |
|  |                        | Nederland          | 1                      |       |              |              |  |  |        |        |
|  | Zweden                 | Nederland          | 1                      | 0 (4) |              |              |  |  |        |        |
|  | Zweden                 |                    | 4 juli – Lissabon (L)  | 0 (4) |              |              |  |  |        |        |
|  | Nederland              | 0 (5)              |                        |       |              |              |  |  |        |        |
|  | Nederland              | 0 (5)              | Portugal               | 0     |              |              |  |  |        |        |
|  | 25 juni – Lissabon (J) |                    | Portugal               | 0     |              |              |  |  |        |        |
|  |                        | Griekenland        | 1                      |       |              |              |  |  |        |        |
|  | Frankrijk              | Griekenland        | 1                      | 0     |              |              |  |  |        |        |
|  | Frankrijk              | 1 juli – Porto (D) |                        | 0     |              |              |  |  |        |        |
|  | Griekenland            | 1                  |                        |       |              |              |  |  |        |        |
|  | Griekenland            | 1                  | Griekenland            | 1     |              |              |  |  |        |        |
|  | 27 juni – Porto (D)    |                    | Griekenland            | 1     |              |              |  |  |        |        |
|  |                        | Tsjechië           | 0                      |       |              |              |  |  |        |        |
|  | Tsjechië               | Tsjechië           | 0                      | 3     |              |              |  |  |        |        |
|  | Tsjechië               |                    |                        | 3     |              |              |  |  |        |        |
|  | Denemarken             | 0                  |                        |       |              |              |  |  |        |        |
|  | Denemarken             | 0                  |                        |       |              |              |  |  |        |        |

### Kwartfinales

#### Engeland - Portugal
De kwartfinale tegen het gastland leek meer op een thuiswedstrijd, Engelse supporters kochten voor veel geld Portugese kaarten over. Michael Owen zorgde voor een vroege 0-1 voorsprong na een misvatting in de Portugese verdediging, maar raakte al snel Wayne Rooney kwijt door een blessure. Portugal kwam er lange tijd niet aan te pas, coach Scolari wisselde zelfs zijn aanvoerder en falende vedette Luis Figo om het tij te keren, Vlak voor tijd scoorde uitgerekend zijn vervanger Hélder Postiga de gelijkmaker en daarna keurde scheidsrechter Urs Meier een kopgoal van Sol Campbell af door een vermeende fout van John Terry op de Portugese doelman. Het spektakel bleef voortduren in de verlengingen: in de 110e minuut leek een andere invaller Rui Costa de wedstrijd te beslissen met een schot buiten het strafschopgebied en in de tweede verlenging maakte Frank Lampard de gelijkmaker en strafschoppen moesten de beslissing brengen. In de strafschoppenserie miste David Beckham andermaal een strafschop, later zou de bal van de gemiste strafschop te koop zijn, hij zou nooit meer een strafschop nemen voor het Engelse team, Bij de zevende strafschop van beide teams zou de beslissing vallen, eerste stopte de Portugese doelman Ricardo een strafschop van Darius Vassell met zijn blote handen om vervolgens de beslissende strafschop zelf in te schieten. De woede in Engeland richtte zich vooral op de scheidsrechter, zijn persoonlijke gegevens werden gepubliceerd in de Engelse roddelbladen, hij ontving 16.000 haatmails waaronder doodsbedreigingen. Hij kreeg politie-bescherming. Begin 2005 eindigde zijn carrière wegens het bereiken van de leeftijdsgrens.
|                                                   |                            |            |                      |                                                                                        |
| 24 juni 2004 «onderlinge duels» 19:45 uur (UTC+1) | Portugal                   | 2 – 2 (nv) | Engeland             | Estádio da Luz, Lissabon Toeschouwers: 65.000 Scheidsrechter: Urs Meier ( Zwitserland) |
| 24 juni 2004 «onderlinge duels» 19:45 uur (UTC+1) | Postiga 83' Rui Costa 110' |            | 3' Owen 115' Lampard | Estádio da Luz, Lissabon Toeschouwers: 65.000 Scheidsrechter: Urs Meier ( Zwitserland) |

|                                                      |       | strafschoppen                                      |  |
| Deco Simão Rui Costa Ronaldo Maniche Postiga Ricardo | 6 – 5 | Beckham Owen Lampard Terry Hargreaves Cole Vassell |  |

#### Frankrijk - Griekenland
Frankrijk kon net als in haar eerdere drie wedstrijden op dit EK niet overtuigen. Vooral de vedetten stelden teleur: vormgever Zinedine Zidane kon op het middenveld zijn stempel niet drukken en Thierry Henry was onzichtbaar in de eerste helft. Griekenland speelde vooral verdedigend, maar was in de eerste helft gevaarlijker dan Frankrijk met uitbraken. In de tweede helft leek Frankrijk eindelijk zijn stempel op het wedstrijd te zetten met een aantal kansen, maar toen sloeg Griekenland toe met een krachtige kopbal van de bij Werder Bremen spelende Angelos Charisteas. Het slotoffensief leverde te weinig op, met name Thierry Henry had niet het juiste vizier aan staan om te scoren. Frankrijk was opnieuw roemloos uitgeschakeld op een groot toernooi en Griekenland zorgde voor een enorme stunt.
|                                                   |           |                |             |                                                                                             |
| 25 juni 2004 «onderlinge duels» 19:45 uur (UTC+1) | Frankrijk | 0 – 1          | Griekenland | Estádio José Alvalade, Lissabon Toeschouwers: 45.390 Scheidsrechter: Anders Frisk ( Zweden) |
| 25 juni 2004 «onderlinge duels» 19:45 uur (UTC+1) |           | 64' Charisteas |             | Estádio José Alvalade, Lissabon Toeschouwers: 45.390 Scheidsrechter: Anders Frisk ( Zweden) |

#### Nederland - Zweden
Net als Griekenland - Frankrijk was dit een wedstrijd tussen een aanvallend team zonder overtuiging (Nederland) tegen een verdedigend team, speculerend op uitbraken (Zweden). In 90 minuten voetbal vielen geen doelpunten, de twee beste kansen waren rond de vijftigste minuut: voor Ruud van Nistelrooy en er werd een bal van de lijn gehaald in de Nederlandse verdediging na een slippertje van Jaap Stam. Bij Nederland was de weer in de basis opgenomen ex-aanvoerder en record-international Frank de Boer weggevallen, bij een onbeheerste actie ontving hij een gele kaart en blesseerde hij zich, hij zou niet meer in actie komen voor het Nederlands elftal, ook als Nederland had gewonnen van Portugal later in de halve finale. De eerste verlenging was voor Nederland: een schot van Arjen Robben werd niet goed verwerkt door de Zweedse doelman Andreas Isaksson en caramboleerde op de paal, Isaksson revancheerde zich met een redding op een vrije trap van Clarence Seedorf. De tweede helft van de verlengingen was voor Zweden, Henrik Larsson en Fredrik Ljungberg schoten respectievelijk op de lat en de paal. Strafschoppen moesten de beslissing brengen, Nederland was in de laatste vijf toernooien vier keer uitgeschakeld tijdens de strafschoppenreeks., Edwin van der Sar had tijdens zo'n serie maar één strafschop gestopt, in 2000 in Amsterdam. In de reguliere penaltyreeks schoot Zlatan Ibrahimovic namens Zweden hoog over en Philip Cocu schoot op de paal, Bij de beslissende strafschoppen stopte Edwin van der Sar een strafschop (van Olof Mellberg), waarna Arjen Robben de beslissende strafschop benutte en een heel land verloste, zij het voor toen, van een trauma.
|                                                   |        |            |           |                                                                                            |
| 26 juni 2004 «onderlinge duels» 19:45 uur (UTC+1) | Zweden | 0 – 0 (nv) | Nederland | Estádio Algarve, Faro-Loulé Toeschouwers: 30.000 Scheidsrechter: Ľuboš Micheľ ( Slowakije) |
| 26 juni 2004 «onderlinge duels» 19:45 uur (UTC+1) |        |            |           | Estádio Algarve, Faro-Loulé Toeschouwers: 30.000 Scheidsrechter: Ľuboš Micheľ ( Slowakije) |

|                                                              |       | strafschoppen                                        |  |
| Källström Larsson Ibrahimović Ljungberg Wilhelmsson Mellberg | 4 – 5 | Van Nistelrooij Heitinga Reiziger Cocu Makaay Robben |  |

#### Denemarken - Tsjechië
Tsjechië was dankzij de vroegtijdige uitschakeling van kanshebbers als Italië, Engeland en Frankrijk uitgegroeid tot de grote favoriet, Denemarken hoopte de zoveelste verrassing te verzorgen in dit toernooi. In de eerste helft was Denemarken de dominerende partij, maar de Tsjechen hadden de beste kans: Karel Poborsky raakte met een verdwaalde voorzet de lat. In de tweede helft kopte Jan Koller raak uit een hoekschop, de Denen raakten van slag en halverwege de tweede helft scoorde Milan Baroš tweemaal. Hij had nu in alle wedstrijden een doelpunt gescoord en was met vijf treffers topscorer van het toernooi.
|                                                   |                           |       |            |                                                                                          |
| 27 juni 2004 «onderlinge duels» 19:45 uur (UTC+1) | Tsjechië                  | 3 – 0 | Denemarken | Estádio do Dragão, Porto Toeschouwers: 41.092 Scheidsrechter: Valentin Ivanov ( Rusland) |
| 27 juni 2004 «onderlinge duels» 19:45 uur (UTC+1) | Koller 49' Baroš 63', 65' |       |            | Estádio do Dragão, Porto Toeschouwers: 41.092 Scheidsrechter: Valentin Ivanov ( Rusland) |

In vergelijking met het vorige EK plaatsten Portugal en Nederland zich opnieuw voor de halve finales, Frankrijk werd uitgeschakeld door Griekenland, Tsjechië nam de plaats in van Italië.

### Halve finales

#### Nederland - Portugal
In beide kampen was er onrust voor de halve finale, ondanks het bereiken van de halve finale stond de Nederlandse bondscoach Dick Advocaat onder vuur bij de pers. Zelfs premier Jan Peter Balkenende mengde zich in de discussie en zond een open brief aan Jan Mulder over het gebrek aan respect voor de bondscoach. In het Portugese kamp was er consternatie over aanvoerder Luis Figo, die na zijn wissel tegen Engeland meteen de kleedkamer opzocht De getergde Figo liet tegen Nederland zijn beste vorm zien, hij schoot vlak voor rust op de paal. Daarvoor zorgde Christiano Ronaldo voor een 1-0 voorsprong met een krachtige kopbal. Nederland stelde daar te weinig tegenover, de uitblinkers van de eerste wedstrijden Arjen Robben en Ruud van Nistelrooij kregen weinig kans zich te onderscheiden. Maniche scoorde in de tweede helft met een schot buiten het strafschopgebied, vlak daarna werkte Jorge Andrade een voorzet van Giovanni van Bronkhorst pardoes in eigen doel. Het slotoffensief leverde Nederland niets op en Portugal plaatste zich voor de eerste keer voor de finale van een groot toernooi. Ruud van Nistelrooij betitelde scheidsrechter Anders Frisk voor een thuisfluiter, de UEFA schorste van Nistelrooij voor twee duels. Bij het verzamelen van de ploeg op weg naar huis was Dick Advocaat verdwenen, een week later maakte de KNVB bekend dat Advocaat ondanks een doorlopend contract ontslag had genomen.
|                                                   |                         |       |                   |                                                                                             |
| 30 juni 2004 «onderlinge duels» 19:45 uur (UTC+1) | Portugal                | 2 – 1 | Nederland         | Estádio José Alvalade, Lissabon Toeschouwers: 46.679 Scheidsrechter: Anders Frisk ( Zweden) |
| 30 juni 2004 «onderlinge duels» 19:45 uur (UTC+1) | Ronaldo 26' Maniche 58' |       | 63 (e.d.)'Andrade | Estádio José Alvalade, Lissabon Toeschouwers: 46.679 Scheidsrechter: Anders Frisk ( Zweden) |

#### Griekenland - Tsjechië
Door de uitschakeling van veel toplanden was Tsjechië uitgegroeid tot de favoriet. In het begin van de wedstrijd tegen Griekenland kreeg Tsjechië veel kansen, de beste kans was voor Tomáš Rosický, hij raakte het houtwerk. De stormloop stokte enigszins, toen sterspeler Pavel Nedved geblesseerd uitviel, hij zou niet meer in actie komen dit toernooi. In de tweede helft bleef Tsjechië de betere kansen creëren, met name Jan Koller miste een opgelegde kans. In de eerste helft van de verlenging bleek Griekenland, dat de hele wedstrijd vooral verdedigde een langere adem te hebben, het werd gevaarlijk uit standaardsituaties en vlak voor het eind van de eerste verlenging kopte aanvoerder Traianos Dellas raak uit een hoekschop. De wedstrijd werd beslist via een silver goal en aangezien de goal viel aan het einde van de eerste verlenging was de wedstrijd meteen beslist. Het zou de eerste en laatste keer zijn, dat de wedstrijd via een silver goal zou worden beslist.
|                                                  |                             |            |          |                                                                                           |
| 1 juli 2004 «onderlinge duels» 19:45 uur (UTC+1) | Griekenland                 | 1 – 0 (nv) | Tsjechië | Estádio do Dragão, Porto Toeschouwers: 42.449 Scheidsrechter: Pierluigi Collina ( Italië) |
| 1 juli 2004 «onderlinge duels» 19:45 uur (UTC+1) | Dellas 105+1' (silver goal) |            |          | Estádio do Dragão, Porto Toeschouwers: 42.449 Scheidsrechter: Pierluigi Collina ( Italië) |

### Finale
De openingswedstrijd van het toernooi werd uiteindelijk ook de finale. Net als de openingswedstrijd wist ook nu Griekenland te winnen, dit keer door een doelpunt van Charisteas in de 57e minuut. Griekenland werd zo voor het eerst in de historie Europees kampioen.
|                                                  |          |                |             |                                                                                        |
| 4 juli 2004 «onderlinge duels» 19:45 uur (UTC+1) | Portugal | 0 – 1          | Griekenland | Estádio da Luz, Lissabon Toeschouwers: 62.865 Scheidsrechter: Markus Merk ( Duitsland) |
| 4 juli 2004 «onderlinge duels» 19:45 uur (UTC+1) |          | 57' Charisteas |             | Estádio da Luz, Lissabon Toeschouwers: 62.865 Scheidsrechter: Markus Merk ( Duitsland) |

| UEFA Europees kampioenschap voetbal Winnaar 2004 |
| ------------------------------------------------ |
| GRIEKENLAND 1ste titel                           |

## Doelpuntenmakers

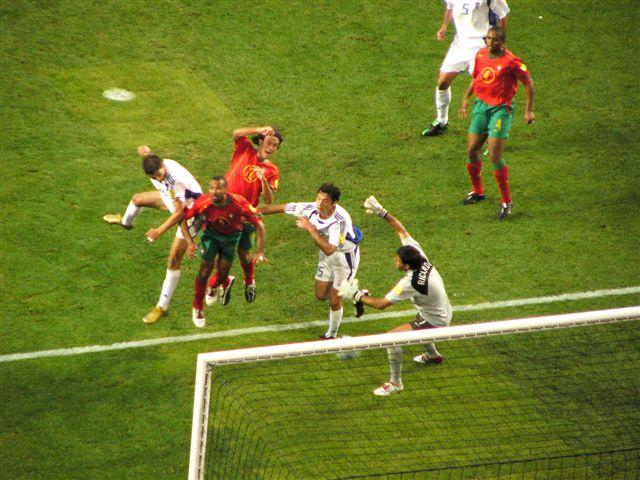
Charisteas maakt in de finale het enige doelpunt

| Milan Baroš          | Tsjechië    | 5 |
| Wayne Rooney         | Engeland    | 4 |
| Ruud van Nistelrooij | Nederland   | 4 |
| Henrik Larsson       | Zweden      | 3 |
| Jon Dahl Tomasson    | Denemarken  | 3 |
| Zinédine Zidane      | Frankrijk   | 3 |
| Frank Lampard        | Engeland    | 3 |
| Angelos Charisteas   | Griekenland | 3 |

## Trivia
- Op dit EK werd de silver-goal-regel uitgevoerd, een variant op de golden goal die op het WK 2002 nog van toepassing was. Bij een zilveren doelpunt wordt bij gelijke stand een kwartier verlenging gespeeld, als de stand daarna nog steeds gelijk is, wordt weer een kwartier gespeeld.
- Dmitri Kirisjenko (Rusland) vestigde tegen Griekenland een nieuw record van snelst gescoorde doelpunt op het Europees kampioenschap voetbal. Kirisjenko scoorde na twee minuten het openingsdoelpunt van een 2–1 overwinning voor de reeds mathematisch uitgeschakelde Russen.
- De eerste wedstrijd was dezelfde als de finalewedstrijd (Portugal-Griekenland). Griekenland won beide wedstrijden.